# Igelrochen
Der Igelrochen (Urogymnus asperrimus) ist ein in tropischen Meeren weit verbreiteter stark gepanzerter Stechrochen.

## Merkmale
Igelrochen werden im Durchschnitt 1,2 bis 1,4 Meter, seltenere Exemplare bis 2,2 Meter breit. Die Körperscheibe ist sehr dick, höher gebaut als bei den meisten anderen Rochenarten und annähernd rund. Die Körperoberfläche von jungen Igelrochen ist mit flachen Hautzähnen, die größerer Jungrochen und die ausgewachsener Exemplare zusätzlich mit scharfen, konischen Dornen und kleineren zugespitzten Hautzähnen besetzt. Die Dornen können schmerzhafte Verletzungen verursachen. Der Schwanz ist schlank und genau so lang wie die Körperscheibe. Flossen auf dem Schwanz und ein Giftstachel am Schwanzansatz, typisches Merkmal der übrigen Stechrochen, fehlen. Die Rückenseite der Igelrochen ist grau oder weißlich, der Schwanz dunkler, die Bauchseite weiß. Igelrochen besitzen sowohl im Ober- wie auch im Unterkiefer je 48 abgeflachte Zähne.

## Lebensweise und Verbreitung

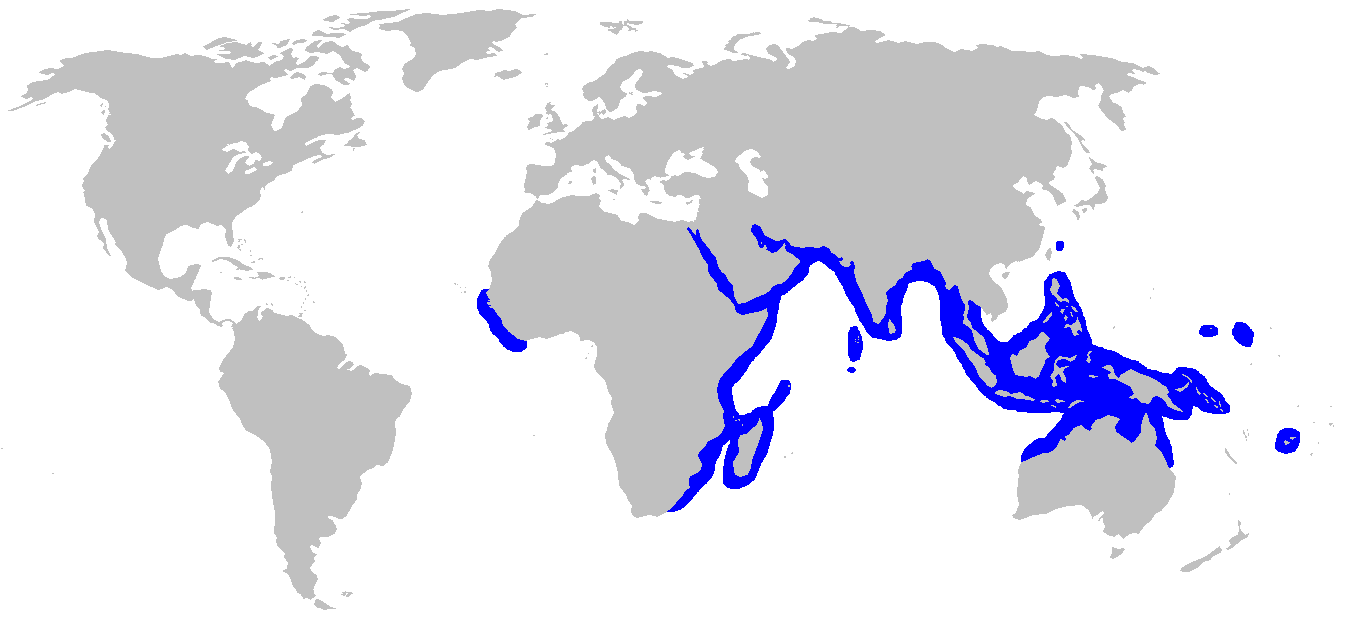
Verbreitungsgebiet

Igelrochen leben in den Küstenregionen bis in Tiefen von 30 Metern. Sie sind relativ selten. Bevorzugtes Habitat sind sandig oder mit Korallenbruch bedeckte Flächen in Lagunen oder in der Nähe von Korallenriffen. Sie verstecken sich auch recht häufig in Höhlen oder ruhen eingegraben im Sand. Igelrochen ernähren sich vor allem von Krebstieren und kleineren Fischen. Wie alle Stechrochen ist der Igelrochen ovovivipar und gebärt pro Wurf bis zu 12 Jungrochen. Weibchen wie auch Männchen erreichen ihre Geschlechtsreife ab einer Größe von 90–100 cm.
Der Igelrochen kommt im Roten Meer und im Indopazifik von der Küste Ostafrikas bis Australien, Fidschi und den Marshallinseln vor. Außerdem gibt es eine Population im tropischen Ostatlantik von der Küste Senegals bis zur Elfenbeinküste.

## Systematik
Erstmals beschrieben werden die Igelrochen im Jahr 1801 von den deutschen Naturforschern Marcus Elieser Bloch und Johann Gottlieb Schneider. Beide entdecken erstmals nur die Haut der Rochen auf ihrer Reise durch Mumbai und geben der Art den Namen Raja asperrima (asperrima = latein: am rauesten) aufgrund der robusten Haut der Tiere. Der Zusatz Urogymnura stammt von Johannes Peter Müller und Friedrich Gustav Jakob Henle. Dabei stehen die griechischen Worte „oura“ für „Schwanz“ und „gymnos“ für „nackt, entwaffnet“, was auf den fehlenden Giftstachel hindeutet, die Stechrochen üblicherweise aufweisen.

## Bedrohung
Laut der IUCN werden Igelrochen als gefährdet eingestuft. Igelrochen verenden oft als ungewollter Beifang in Treib- wie auch Schleppnetzen. In der Bucht von Bengal, wie auch im Golf Thailands gelten die Tiere bereits als lokal ausgestorben.  Auch die Überfischung in diesen Gebieten macht den Rochen oft zu schaffen. Auf den Farasan-Inseln im Roten Meer wird die Leber der Igelrochen als Delikatesse angesehen und verzehrt.
Die besonders raue Haut der Rochen sorgt dafür, dass sie kommerziell gejagt werden, um aus ihrer Haut Leder herzustellen. Dieses Leder wurde sogar genutzt, um Schwerthalter und Schilder zu überziehen, da die Haut diese Kampfobjekte besonders robust macht.